# Thomas Scawen
Sir Thomas Scawen (c. 1650 - 22 septembre 1730) est un négociant, financier et homme politique britannique qui siège à la Chambre des communes entre 1708 et 1722. Il est gouverneur de la Banque d'Angleterre de 1721 à 1723.

## Jeunesse
Il est un fils cadet de Robert Scawen (en) de Horton, Buckinghamshire et de son épouse Catherine Alsop, fille du marchand Cavendish Alsop de Londres. Il épouse Martha Wessell, fille d'Abraham Wessell, un marchand londonien, le 8 septembre 1691 .

## Carrière
Comme son frère William Scawen (banquier) (en), il est un marchand londonien prospère. Il est apprenti de la corporation des poissonniers en 1671, freeman en 1679 et livreur en 1685. En 1699, il fut membre de la Compagnie de Russie. Il est assistant à la corporation des poissonniers en 1704 et est administrateur de la Banque d'Angleterre de 1705 à 1719. À l'élection générale britannique de 1708, il a été élu sans opposition en tant que député whig de Grampound. Il est également premier président de la corporation des poissonniers de 1708 à 1710. Au Parlement, il soutient la naturalisation des Palatins en 1709 et vote pour la destitution du docteur Sacheverell en 1710. Il ne se présente pas aux élections générales britanniques de 1710. Le 29 janvier 1712, il est élu conseiller municipal de Cornhill, à Londres  Il est anobli le 25 septembre 1714 .
Aux élections générales britanniques de 1715, il est élu député de la ville de Londres. À partir de 1719, il est administrateur de la Banque d'Angleterre jusqu'en 1721, date à laquelle il devient gouverneur de la Banque d'Angleterre. En 1722, il hérite du manoir de Horton de son frère William. Le reste des domaines de William passe au fils aîné de Thomas, également appelé Thomas Scawen (mort en 1774) (en). De 1723 à sa mort, Scawen est sous-gouverneur de la Banque d'Angleterre .

## Famille
Il est décédé le 22 septembre 1730 à Carshalton et est enterré à Horton, Buckinghamshire. Lui et sa femme ont eu cinq fils et quatre filles. Il laisse Horton à son fils aîné, Thomas, qui épouse une fille de l'hon. James Russell, et est le père de James Scawen, député du Surrey. Le reste de ses propriétés va à ses fils cadets. Sa fille Catherine épouse John Shelley (4e baronnet) et d'autres filles épousent John Trenchard et Sir Nathaniel Mead .